# Peter J. Ganci, Jr.
Pour l’article homonyme, voir Ganci.
Peter James Ganci Jr. né le 27 octobre 1946 et mort le 11 septembre 2001 était un pompier de carrière au sein du service d'incendie de la ville de New York, décédé lors des attentats du 11 septembre 2001. Au moment des attentats, il était le pompier le plus gradé sur zone en tant que chef du Fire Department of the City of New York.

## Biographie

### Jeunesse
Peter James Ganci Jr. est né le 27 octobre 1946 et a grandi à Farmingdale, dans l'État de New York.

## Carrière
Avant de rejoindre le service des pompiers, Ganci a servi dans la 82e division aéroportée. N'ayant jamais été déployé, Ganci était en permission chez lui avec un ami pompier qui lui a parlé de la mort de quatre pompiers de l'Engine 18 dans l'incendie de la 23e rue à Manhattan. C'est à ce moment-là que Ganci a compris que la lutte contre les incendies comportait également un risque considérable.
Alors qu'il est encore volontaire au sein du Farmingdale Fire Department, Ganci se retrouve un jour avec le même ami qui lui annonce qu'il envisage d'être transféré dans une autre caserne de la ville. À la suite de cette conversation et de sa démobilisation de l'armée en 1968, Ganci s'inscrit et est accepté dans le service d'incendie de la ville de New York en 1968.
Ganci a rejoint le service des pompiers de la ville de New York en 1968 ,, servant dans des compagnies d'engins et d'échelles à Brooklyn et dans le Bronx, en commençant par la compagnie d'engins 92 dans le Bronx, puis la compagnie d'échelles 111,.
Pendant cette période, décrite par le New York Times comme « une ère de crise », les compagnies de pompiers luttaient presque continuellement contre les incendies criminels dans les quartiers les plus pauvres de la ville. Ganci a été promu lieutenant en 1977, capitaine en 1983, chef de bataillon en 1987 et chef adjoint en 1993, alors qu'il travaillait à Bedford-Stuyvesant, Brooklyn. En 1994, Ganci a été nommé à la tête du Bureau d'enquête sur les incendies après la nomination de Howard Safir comme commissaire aux incendies. Safir avait besoin d'un chef en uniforme pour résoudre les conflits entre les commissaires aux incendies et les pompiers en uniforme, une tâche dont il attribue la réussite à Ganci. En janvier 1997, Ganci a remplacé son supérieur Donald Burns au poste de chef des opérations, devenant ainsi le deuxième plus haut gradé en uniforme du service des incendies,.

### Lors des attentats du 11 septembre
Le matin des attentats, Steve Mosiello, le meilleur ami et assistant de direction de Ganci, devait conduire ce dernier au tribunal, où il avait été programmé pour être juré. Cependant, immédiatement après que le vol 11 d'American Airlines a percuté la tour Nord (1 World Trade Center) à 8 h 46, Ganci, Mosiello et le chef des opérations Danny Nigro se sont précipités sur place depuis leur poste de commandement dans le centre de Brooklyn. Arrivés sur place via le véhicule de Ganci, ils sont arrivés en moins de 10 minutes et ont installé un poste de commandement sur une rampe menant à un garage près de la tour Nord, à temps pour voir le vol 175 de United Airlines percuter la tour Sud à 9 h 3. Selon Newsday, Ganci et d'autres personnes se trouvaient dans le sous-sol de la tour sud lorsque celle-ci s'est effondrée à 9 h 59, mais ils se sont extirpés des décombres qui s'étaient effondrés sur eux. Ganci ordonne à ses hommes d'installer un autre poste de commandement dans un endroit plus sûr, plus au nord des bâtiments, et ordonne à Mosiello d'obtenir des renforts. Cependant, Ganci retourne lui-même dans les bâtiments et vient se placer devant le 1 World Trade Center, où il dirige les opérations de sauvetage à l'aide d'une radio multicanal, lorsque le bâtiment s'effondre.
Il s'était entretenu avec le maire Rudy Giuliani quelques minutes auparavant, lorsque Giuliani était parti à son poste de commandement, après que Ganci eut demandé à Giuliani que les commissaires aux incendies et d'autres personnes évacuent la zone parce qu'il était évident que la tour Nord allait s'effondrer. Cependant, Ganci lui-même n'a pas évacué la zone, déclarant « je ne quitte pas mes hommes », et est resté sur place avec le premier commissaire adjoint William Feehan.
Ganci et Feehan ont été tués lors de l'effondrement de la tour Nord à 10 h 28. Après qu'un chien de sauvetage aie localisé le corps de Ganci, l'équipe de pompiers de Ganci, dont Mosiello, l'a sorti des débris,. L'ancien superviseur de Ganci, Howard Safir, a déclaré que Ganci « ne demanderait jamais à quelqu'un de faire quelque chose qu'il n'aurait pas fait lui-même. Je n'ai pas été surpris qu'il soit en première ligne. Vous ne verriez jamais Pete à huit kilomètres de là, dans un centre de commandement ».
Ganci laisse dans le deuil ses sœurs Mary Dougherty et Ellen Ganci, ses frères Dan et Jim, son épouse Kathleen, leurs fils Peter Ganci III (pompier affecté à la Ladder Company 111 à Brooklyn) et Christopher (également pompier au FDNY),, et leur fille Danielle, qui vivait avec Ganci à Massapequa, New York.

## Mémorial
La base aérienne de Manas, au Kirghizistan, a été officieusement rebaptisée en son honneur sous le nom de base aérienne de Ganci.
Le jour de la commémoration de 2003, le bureau de poste situé au 380 Main Street à Farmingdale, dans l'État de New York, a été baptisé en son honneur,.
En 2003, le fils de Ganci, Chris Ganci, a écrit une biographie sur Ganci,.
Au National September 11 Memorial & Museum, Ganci est commémoré dans la piscine sud, sur le panneau S-17.
Le 8 septembre 2020, il a été annoncé que la médaille James Gordon Bennett pour bravoure remarquable serait rebaptisée en l'honneur de Ganci.